# Miguel Chevalier

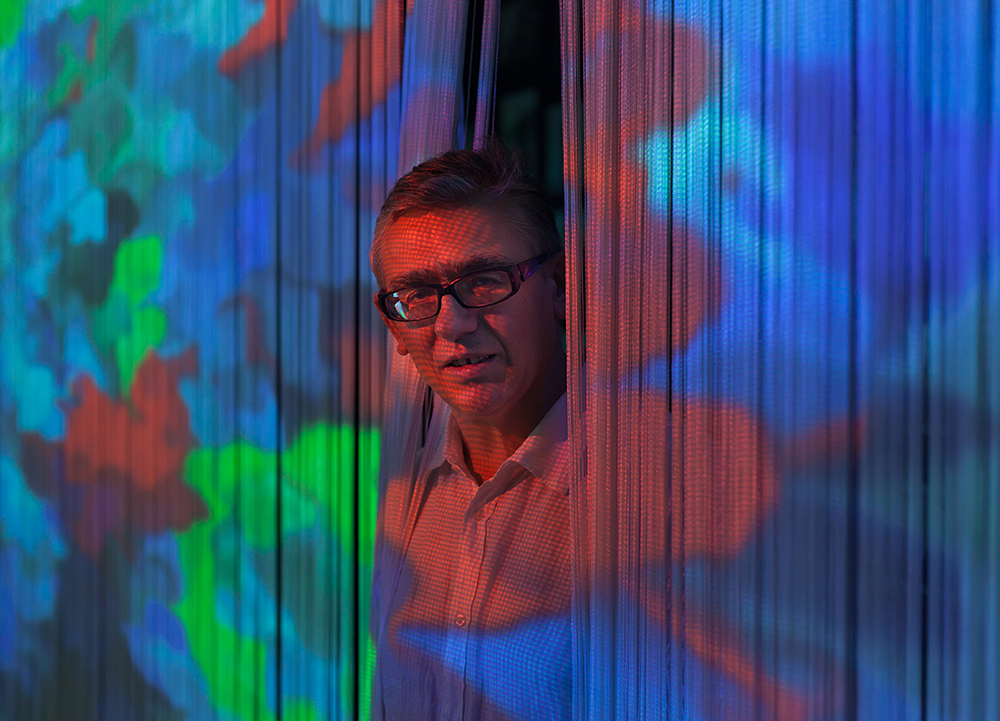
Miguel Chevalier

Miguel Chevalier (geboren am 22. April 1959 in Mexiko-Stadt) ist ein franco-mexikanischer Künstler, der weltweit als Wegbereiter der digitalen und virtuellen Kunst angesehen wird.

## Biographie
Miguel Chevalier wurde am 22. April 1959 in Mexiko-Stadt geboren und verbrachte seine Jugend in Mexiko, wo sein Vater an einer Studie über die Geschichte Südamerikas arbeitete. Die lebendige kulturelle und künstlerische Umgebung der Zeit, mit der die Familie in Kontakt war, weckte bei Miguel Chevalier bereits früh ein lebhaftes Interesse an der Kunst. Zu den häufigen Gästen des Hauses in Tepoztlán zählten unter anderen der Muralist David Alfaro Siqueiros, der Regisseur Luis Buñuel und der Architekt Luis Barragàn, dessen Bauten mit ihren intensiven Farben einen dauerhaften Einfluss auf den Künstler ausübten.

## Ausbildung
1978 siedelte Miguel Chevalier nach Paris über, wo er 1981 an der École Nationale Supérieure des Beaux-Arts sein Kunststudium abschloss. 1983 erhielt er die Licence in Kunst und Archäologie an der Sorbonne, das Diplom im Bereich Design an der École Nationale Supérieure des Arts Décoratifs von Paris und die Licence in Art Plastique an der Universität von Paris Saint-Charles. Seiner Ausbildung folgten mehrere Auslandsaufenthalte, unter denen diejenigen am Pratt Institute und an der School of Visual Arts in New York dank eines Lavoisier-Stipendiums des französischen Außenministeriums im Jahr 1983 und ein zweijähriger Aufenthalt an der Villa Kujoyama in Kyoto in Japan von 1993 bis 1994 von besonderer Bedeutung waren. In den Vereinigten Staaten lernte der französische Künstler die ersten Zeichenprogramme für Computer kennen. Er wird sich der bevorstehenden Informatikrevolution und deren Bedeutung für Malerei, Photographie und Video bewusst.
Der Aufenthalt in Japan verstärkte seine Beziehung zur Natur, die er bereits in Lateinamerika als üppig und allgegenwärtig erlebt hatte und in den Zen-Gärten von Kyoto als ein Reich der Künstlichkeit wahrnahm, in dem alles bis ins Detail gestaltet wird.

## Werk
Das experimentelle und interdisziplinäre Werk von Miguel Chevalier beschäftigt sich mit den Fragen des hybriden, generativen und interaktiven Bildes. Seine Kunstwerke sind oft Indoor- bzw. Outdoor-Großformatprojektionen, die den Zuschauer einbeziehen, indem sie ihn ins Zentrum eines virtuellen und sich ständig weiterentwickelnden Universums eintauchen. Seine zentralen Themen entwickelt der Künstler auf der Grundlage einer eingehenden Analyse der realen Welt sowie der Entwicklung der virtuellen Realität, sie betreffen die Beziehung zwischen Natur und Künstlichkeit, die Betrachtung der Netzwerke, die der Organisation der menschlichen Gesellschaften zugrunde liegen, ebenso wie die Struktur virtueller Städte. Die Themen können auf zwei wichtige Motive zurückgeführt werden: auf den Raum – als Natur-, Stadtraum, virtuelles Universum und materielle Struktur – und auf das Wachstum, nicht nur als Lebenserscheinung der pflanzlichen Welt, sondern auch als Technik und Kultur, die Zeuginnen des Wachstums der Menschheit sind.

### Frühes Werk

#### Barock und Klassik (1987)
Die botanischen Gewächshäuser sind in dem kreativen Prozess von Miguel Chevalier besonders symbolträchtig. Sie waren nicht nur eins seiner ersten Forschungsthemen, sie bringen zudem die Beziehung zwischen zwei ergänzenden Aspekten der Geschichte der Formen deutlich zum Ausdruck: das Barock, das von Bäumen und deren Laub verkörpert wird, und die Klassik, für die die metallische Struktur und die Glasarchitektur stehen. Das Gewächshaus der Serie „Barock und Klassik“ ist gleichzeitig eine Anspielung auf die moderne Stadtlandschaft und die sich in ihr befindende Natur. Bei der Entwicklung seiner Installationen hat der Künstler den Eindruck, unterschiedliche Landschaften zu entdecken. Er entführt sich selbst und die Zuschauer aus der figurativen Realität in eine virtuelle Welt, die zum Träumen einlädt.

#### Binärzustand
In der Überzeugung der Bedeutung des Computers für viele Lebensbereiche – vom alltäglichen Leben bis hin zu den Übertragungs- und Telekommunikationssystemen und Aktienkursen – schafft Miguel Chevalier mit Binärzustand (ab 1989) eine Serie, bei der die zwei logischen Symbole 0 and 1, die für den Betrieb von elektronischen Rechnern verantwortlich sind, unterschiedlich repräsentiert werden, wie zum Beispiel als Flip-Flop (Flip Flop, 1987), Trennungswand (Paravent binaire, 1989), Parabel (Parabole binaire, 1996), Welle (Vague binaire, DVD, 2004 e Vague binaire, stampa, 2009). Die binären Codesymbole werden ab 2011 in der interaktiven und generativen Installation virtueller Realität Pixels Welle als einer der „mehrfarbigen graphischen Bilder“ in Wechsel mit anderen graphischen Bildern wiederholt.

#### Önologie
Für die Ausstellung Önologie (1991) im Schloss Pichon-Longueville Pauillac (Gironde) schaffte der Künstler sequentielle Arbeiten auf den Spuren der wichtigsten Etappen der Herstellung des begehrten französischen Weines. Da die Weinbereitung vollständig computerisiert ist, erweisen sich die virtuellen Arbeiten Chevaliers als besonders geeignet, deren Ablauf zu erzählen, so wie es auch sinnvoll war, sie über die High-Tech-Stahlfässer zu projizieren.

#### Performances/Leistungen (1992)
Ausgewählt 1992 zur Durchführung eines Projekts im Rahmen der Olympischen Spiele in Albertville und Barcelona, entschied sich der französischen Künstler für die Entwicklung einer Arbeit, die von den Sportbildern im Fernsehen ausging, um sie später der Öffentlichkeit der Olympischen Spiele in veränderter Form zu zeigen. An Stelle von standardisierten Darstellungen einzelner Sportarten nutzte Chevalier die Großleinwände am Fuße der Pisten und in den Stadien, um die Leistungen der Athleten zu zeigen. Mit dieser Operation von „Bildrecycling“, die jeden Abend die Ereignisse des Tages zu einem einminütigen Video zusammenfasst, entmystifizierte der Künstler – weit von einer Apologie des Körpers bzw. der athletischen Leistung – den Mechanismus der großen Sportveranstaltungen und deren Management.

#### Autres natures (1996)
Geprägt von seinem zweijährigen Japanaufenthalt 1993/94, bilden die Autres natures (andere Naturen) – in logischer Folge der Gewächshäuser von Barock und Klassik – eine Reihe von Arbeiten über Natur und Künstlichkeit; sie spielen eine wichtige Rolle in der künstlerischen Entwicklung Miguel Chevaliers, handelt es sich bei ihnen doch um seine ersten interaktiven und ausschließlich digitalen Werke. Auch bei diesen Werken verwendete Chevalier Bilder nicht als unveränderliche Einheiten – wie er es bereits mit den „Performances“ (1992) und noch davor mit „Le combat des images“ (1988) getan hatte. Im Fall von Le grand verre/nature liquide, eine interaktive Installation in 2D, erzeugen die Algorithmen Bilder, die sich in keiner linearen Form entwickeln und in einem ständigen Fluss sind und von den Betrachtern mit Hilfe einer Maus verändert werden können.

#### Schwarzes Gold (seit 1992)
Schwarzes Gold ist eine Serie von Werken und Installationen, die die Bedeutung des Öls für die lateinamerikanische Wirtschaft behandelt. Das Projekt wurde für fünf große Museen in Venezuela, Kolumbien und Mexiko konzipiert. In den Werken inszenierte der Künstler die gesamte Komplexität des Imaginären, das sich mit dem Erdöl verbindet. Seine Aufmerksamkeit galt vor allem den Netzen – die Frage von Netzwerken bildet eine Konstante seiner kreativen Forschungen – und den Technologien, die nötig sind, um das Öl an die Erdoberfläche zu bringen. Den Künstler interessieren die Methoden, mit denen die Ölkompanien vor den Bohrungen die verschiedenen Bodentypen analysieren. Durch die Bohrungen sieht er eine neue Kartographie von synthetischen Landschaften entstehen (die hier eine Subform von seismischen Kartographien sind), die er später in Paysages artificiels (1998) wieder aufgreift und in Méta-Cités (1993–2004) weiterentwickelt.
In den Visions urbaines (1993), die in der Regel aus vier Back-lights bestehen, präsentierte Chevalier Karten, die von Satelliten aufgenommen wurden, und Fotoklischees, denen mehrere Radiationen unterstellt wurden und die den urbanen Raum unter anderem durch den Transitverkehr, die Verschmutzung oder das städtische Beleuchtungssystem redifinierten.

### Andere Naturen
Die digitalen Werke von Miguel Chevalier verfolgen nicht einen Bruch mit der Kunst des 19. und 20. Jahrhunderts, sondern entwickeln sich konsequent aus dieser. Die Serien Sur-Natures (2004), Fractal Flowers (2008) und Trans-Natures (2012) – generative und zum größten Teil interaktive großformatige Installationen – reproduzieren nicht nur eines der Leitmotive der Geschichte der Kunst und der Malerei virtuell, sondern etablieren gezielt Verbindungen mit Künstlern der Vergangenheit, wie zum Beispiel mit Paul Cézanne, dem Initiator des Prozesses einer Fragmentierung, die bei den Fractal Flowers wiederzufinden ist. Der Einfluss von Claude Monet, der mit seinen Variationen über den Zyklus der Jahreszeiten und das Licht eine Form von digitalen Impressionismus ankündigt, ist in den virtuellen Gärten der Sur-Natures offensichtlich.
Bei der Serie Sur-Natures entstehen, wachsen, reifen und sterben schließlich imaginäre und magische Pflanzen laut ihrem morphogenetischen Kodex. Ihr Wachstum setzt sich täglich in Echtzeit auf unbestimmte Zeit fort. Anwesenheitssensoren ermöglichen, dass jede Pflanze auf den Durchgang der Besucher reagiert.
Den « Sur-Natures » folgten die « Fractal Flowers », eine dritte Generation von Blumen und virtuelle Gärten. Sie unterscheidet sich von den früheren durch die Eroberung der dritten Dimension und durch eine ausgeprägtere Form der Blumen, die stark stilisiert und am Rande des Geometrisierung sind. Diese Kristallblumen fadenförmiger Struktur wirken majestätisch auf einer Seite und überraschen gleichzeitig, wenn sie sich auflösen. Mit den « Fractal Flowers » wird der Künstler, einst « digitaler Gärtner », zum « Botaniker des 21. Jahrhunderts ».
Das generative Software « Fractal Flowers » erlaubt Chevalier seit 2008 auch seine ersten dreidimensionalen Skulpturen mit Hilfe von 3D-Druckern herzustellen, die in der Lage sind, das Visuelle zu materialisieren. Mit der Nutzung von 3D-Druckern in der Kunst erweist sich Chevalier auch in diesem Bereich als Pionier. Die Werke verfolgen das Prinzip der Variabilität des Kunstwerkes, wenn ein Bild virtuell oder auf jeden Typ von Trag materialisiert werden kann.
Die « Trans-Natures » stellen eine Art von digitaler Natur dar, die an jene des Unterholzes erinnert. Hier existieren verschiedene Arten von Bäumen, Sträuchern, Laub und Ästen, deren Entwicklung von Baumdiagrammen inspiriert ist, die das Prinzip von Wurzeln, Stämmen und Zweigen verwenden.
Die zwischen realer und virtueller Welt in situ entwickelte Arbeit « Seconde nature » (2010), die im Hafengebiet von Marseille präsentiert wurde, bestand aus einer leicht gebeugten, in fluoreszierendem Orange gefassten Stahlskulptur von 18 m Höhe. Mit seiner Spiralform erinnert das Werk an Bilder, die mit dem Meer verbunden sind: an Segel, an die Rostfarbe der Boote und der Muscheln. Bei Einbruch der Dunkelheit wird aus der Skulptur ein monumentaler virtueller generativer Garten auf einen Teil der Docks projiziert, der sich kontinuierlich und endlos entwickelt und je nach den Jahreszeiten verändert. Die Interaktivität dieser Installation wird nicht nur durch die Bewegung der Passanten, sondern auch durch den Wind aktiviert, der bei dem Vorbeifahren einer Straßenbahn entsteht. Der Wind verursacht den Fall von Blättern und Blütenblättern, woraufhin ein neuer Garten entsteht.
„L'origine du Monde“ (Der Ursprung der Welt – ab 2012) ist eine Installation virtueller Realität, die von der Biologie und den Mikroorganismen ins Leben gerufen wird. In einer hohen Geschwindigkeit stellt das Werk Zellen dar, die sich vermehren, teilen und miteinander verbinden. So entsteht ein bizarres Universum in ständiger Bewegung. Helle Farben und gewundene Kurven tragen dazu bei, die Wirkung eines bisher unbekannten visuellen Erlebnis zu verstärken. Das erste Mal wurde das Werk in den Carrières de Lumière (Lichtsteinbrüche) in Baux-de-Provence gezeigt und dann – mit den entsprechenden notwendigen Änderungen, die eine Anpassung an den verschiedenen Projektionsflächen ermöglichen – in Mexico-Stadt und Pittsburgh (2013), in Paris, wo sie auf die Fassade von Grand Palais gestrahlt wurde, in Shangai und in Berlin (alle 2014), in Deutschland als bis dahin unbekannte Skulptur unter dem Namen „Origin of the Curve“.
„Dear World… yours Cambridge“ (2015) war der Beitrag des Künstlers während einer Spendenaktion der Universität von Cambridge dar. Es handelt sich um eine Reihe von immersiven Projektionen in der King’s College Kapelle, die entwickelt wurde, um die Reden von Professoren und ehemaligen Studenten zu begleiten. Passend zu jedem Thema wird ein entsprechendes graphisches Bild gezeigt, u. a. zur wissenschaftlichen Excellenz, Biologie, Neurologie und Biotechnologie. Um die Forschung über die schwarze Löcher vom Physiker Stephen Hawking zu illustrieren, der am Ende des Abends die Festansprache hielt, schuf Chevalier eine immersive Umgebung, die aus tausenden von Konstellationen bestand, wodurch die Zuschauer mit dem Mysterium des Universums konfrontieren wurden.

### Digitale Arabesken
Mit einem Ansatz, der an die Arbeit der Vertreter der Landart wie Christo und Michael Heizer erinnert, experimentiert der Künstler mit den Werken der Serie der „Digitalen Arabesken“ mit verschiedenen Möglichkeiten, virtuelle und digitale Arbeiten auf einer Fläche zu präsentieren, die nicht ein Bildschirm ist.
„Digital Flocons“ (2009) ist eine generative und interaktive Installation, die nachtsüber auf dem Schnee der Pisten der Gettiers auf dem Grand Bornand anlässlich des Beginns der Skisaison projiziert wurde. Kunstwerk und Schnee wurden dabei zu einem Ganzen.
Mit „Digital Arabesken“ (2006) entstand eine doppelte Installation für den berühmten Platz Jamaa el Fna in Marrakesch. Der Ort, der eine dynamische Kreuzung und eine authentische agorà verkörpert, wurde im Jahr 2011 zum UNESCO-Welterbe erklärt. Chevalier, der bereits im Herbst 2004 Gast in dem riad Denise Masson war, kehrte mit einer künstlerischen Intervention nach Marokko zurück, die er in die urbane Landschaft unter Berücksichtigung von deren Eigenheiten integrierte. Um das tägliche Leben auf dem Jamaa el Fna nicht zu behindern, entschied der Künstler, seine Installation in der Luft zu zeigen: tagsüber mit Hilfe von Heliumkugeln, die über dem Platz angebracht waren, und nachtsüber mit Teppichen, die – echte fliegende Teppiche – im Himmel schwebten.
Der kreative Dialog zwischen dem französischen Künstler und dem Orient setzte sich fort. Am Ufer von Abu Dhabi präsentierte Chevalier die interaktive und generative Installation virtueller Realität „Digitale Arabesken“ (2011). Mit diesem Werk wollte er die islamische Kunst mit Hilfe der neuen Technologien beleuchten. Riesige fraktale Arabesken wurden auf aufblasbare Kugeln gestrahlt, die den Boden berühren. Dank einer bis dahin unbekannten Software werden sie zufällig erzeugt, wachsen dann und lösen sich am Ende dann wieder auf.
Auch mit den „Magischen Teppichen“ (2014) verfolgte der Künstler die Absicht, mit den Mosaiken einen spezifischen Ausdruck der islamischen Kunst digital neu zu definieren. Im Mosaik, dessen Struktur derjenigen eines Pixels ähnelt, fand Chevalier einen strategischen Punkt; der die islamische mit der algorithmischen Kunst verbindet. Diese Welt aus Farben und beweglichen Formen entführt der Zuschauer auf eine imaginäre Reise in das magische Universum von Tausend und einer Nacht und fliegenden Teppichen.
Die islamische Architektur lieferte die Anregung für die monumentale Installation „Digitale Arabesken“ (2014), die auf dem Boden des Platzes am Ufer von Al Majz in Sharjah gestrahlt wurde. Bei diesem Werk folgen unterschiedliche graphische Bilder aus ornamentalen Motiven aufeinander, die an die Zellige, die Arabesken und an die Mosaiken erinnern. Sie entstehen zufällig und schaffen dabei eine unendliche Welle, die sich wieder auflöst und neu beginnt. In den geometrisch-architektonischen Elementen der islamischen Architektur findet Chevalier eine Grammatik, die seiner ästhetischen Sprache entspricht.
2015 markierte die Rückkehr Chevaliers nach Marokko. „Digitale Arabesken“ (2015) ist eine interaktive und generative Installation, die in Fes, Agadir, Tétouan und Essaouira in Zusammenarbeit mit den vier Instituts français vor Ort präsentiert wurde. Das Kunstwerk breitete sich wie ein großer Teppich auf dem Boden aus und bestand aus verschiedenen graphischen Bildern, die sich mittels Sensoren durch die Bewegung der Zuschauer endlos verwandelten. Es entstand der Eindruck von einem beweglichen Boden.
Die „Digitalen Fensterrosen“ (2012) waren ein bis dahin unbekanntes generatives Werk virtueller Realität, das für die Kathedrale von Aurens in Castelnau-sur-l'Auvignon entworfen wurde. Große virtuelle Fensterrosen wurden auf die Fläche von aufblasbaren, in der Luft schwebenden Bällen projiziert. Diese Motive entstanden in einer stetigen Folge und entwickelten sich endlos. Ihre geometrische Gestalt erinnerte an die Fensterrosen und die Glasmalerei der gotischen Kunst und verlieh der Kirche eine magische Stimmung.

### Ströme und Netzwerke
Bei den Flüssigen Pixel“ (ab dem Jahr 2009) entwickelt sich eine Art Haut aus bunten Pixel auf einer LED-Wand. Die Bewegungen der Zuschauer bewirken eine farbige Spur, die sich mit der „Licht-Malerei“ des Hintergrundes mischt, bevor sie – bei der Ankunft neuer Besucher - verschwindet. Mit dieser Hommage an die Malerei der 50er Jahre von Jackson Pollock und Pierre Soulages, vervollkommnete Miguel Chevalier die Technik des „elektronischen dripping, eine Licht-Malerei in ständiger Bewegung, bei der der Körper des Zuschauers als „digitaler Pinsel“ dient.
La Vague des Pixels ist eine aus unterschiedlichen bunten graphischen, zufällig wechselnden Bildern bestehende Welle. Die Themen dieser Bilder sind von der digitalen Welt inspiriert: Pixel, Symbole des Binärcode, Computer-Tastaturen und die mathematische Welt. Dieses flüssige Universum reagiert ebenfalls mittels Sensoren auf die Bewegung der Zuschauer, die dazu beitragen, die Verformung der riesigen Pixel zu verstärken. Im Jahr 2012 wurde das Werk auf die Wand des inneren Hofes des Schlosses von Carcassonne projektiert, im Musée Département Matisse von Le Cateau Cambrésis wurde es während des Festivals a-part von Baux-de-Provence im Rahmen der Retrospektive des Malers Auguste Herbin gezeigt, im Jahr 2013 im Museum für moderne Kunst der Stadt Céret (auch in diesem Fall als Hommage an Herbin) und 2015 in Valletta auf der Insel Malta und in Singapur. Bei jeder Gelegenheit passte sich das Werk den Bedürfnissen der Lage, der Ausstellungsfläche und der Geschichte des Gastortes an.
Complex Meshes (2015) war eine monumentale Projektion an der Decke des Doms von Durham in England, einer Decke, die von architektonischer Kühnheit geprägt ist und einen Vorläufer der gotischen Kunst darstellt. Ein Mesh ist ein dreidimensionales Objekt, das aus Eckpunkten, Kanten und Seiten besteht, die Polygone bilden, und wird in der Regel beim Modellieren oder in Architektur verwendet. Bei der Installation Chevaliers überlappen, entwickeln und verändern sich in Echtzeit verschiedene bunte Verflechtungen, die aus Drei- und Vierecken sowie anderen Polygone bestehen. Die fadenartige Struktur der Maschen trägt dazu bei, die architektonische Form der Bögen zu betonen und die Leichtigkeit des Schiffs zu unterstützen.

### Virtuelle Städte
Die Städteentwicklung interessiert Chevalier bereits seit den 90er Jahren. Der beschäftigt sich seitdem diesem Bereich unserer Gesellschaft und der zeitgenössischen Architektur sowohl in digitalen Videos wie z. B. in Aller-retour Tokyo-Kyoto aus dem Jahr 1996 als auch in analogen Werken wie Méta-cités 1993>2004 und Installationen virtueller Realität wie Métapolis 2002.
Méta-cités (2013) ist eine generative und interaktive Installation der virtuellen Realität, die eine aus Reihen von Gebäuden bestehende virtuelle Stadt sich vor unseren Augen auflösen lässt Diese Stadt entwickelt sich einer Matrix gleich und verwandelt sich fortwährend, sie generiert sich selbst aus einem Chaos von Dynamik und nichtprogrammierbaren Strömen. Am Ende versetzt das Werk uns noch in eine Utopie, in der die Natur auf Kosten eines ungebremsten Urbanismus verschwindet. Méta-cités zeigt ein großes Netzwerk, das in seiner Gänze unmöglich zu erkennen ist, es ist ein Generator urbaner Utopien.

## Stipendien und Anerkennungen
- 2004 Gastwissenschaftler an der Riad Denise Masson, Marrakesch (MAR)
- 1993–94 Gastwissenschaftler an der „Villa Kujoyama“, Kyoto (JAP)
- 1991 Gastwissenschaftler an der Casa Velasquez, Madrid (ESP)
- 1991 Workshop im „Museo Internacional de Electrografica“, Cuenca (ESP)
- 1989 Preis der Kunsthochschule Musashino, Tokio (JAP)
- 1988 Preis des „Institut des Hautes Etudes en Arts Plastiques“ von Pontus Hultén erschaffen, Paris (FRA)
- 1984 Stipendium Lavoisier, School of Visual Arts of New York, NY (USA)
- 1983 Stipendium Lavoisier, Pratt Institute, New York, NY (USA)

## Einzelausstellungen (Auswahl)
- 2019 Orbites 2019, Beaugrenelle Paris, Atrium Magnetic, (F)[16]
- 2019 Digital Supernova 2019, Kathedrale von Rodez, (F)[17][18]
- 2019 Pixels Noir Lumière 2019, Musée Soulages, Rodez, (F)[19][20]
- 2019 Machine Vision, Galerie Lélia Mordoch, Paris (F)
- 2018 D'un rêve à l'autre, Domaine de Trévarez, Saint-Goazec (Finistère), (F)[21]
- 2018 Power Pixels 2018, Galerie par GRAF Notaires, Paris (F)[22]
- 2018 Ubiquity 1&2, The Mayor Gallery und Wilmotte Gallery at Lichfield Studios, London (UK)
- 2018 Origin of the World Bubble, Oxford Circus, Festival Lumiere, London (UK)
- 2018 Digital Abysses, Unterwasserbasis, Bordeaux (FRA)
- 2017 Complex Meshes, Jacksonville (USA)
- 2017 Flower Power, Festival Aarhus, Bispetorv, Aarhus (DNK)
- 2017 In-Out / Paradis Artificiels, Domaine de Chaumont-sur-Loire (FRA)
- 2017 Flower Power, Jing An Kerry Centre, Shanghai (CHN)
- 2016 Power Pixels, Lelia Mordoch Gallery, Miami (USA)
- 2016 Voûtes Célestes, „Nuit blanche“, Saint-Eustache, Paris (FRA)
- 2016 Onde Pixel, UniCredit Pavilion, Mailand (ITA)[23]
- 2016 Magic Carpets , Milton Keynes International Festival, Milton Keynes (UK)
- 2016 Complex Meshes, Origin of World et Pixels Wave, Lumiere London 2016, Piccadilly Circus, London (UK)
- 2015 Complex Meshes, Festival Lumiere, Durham Kathedrale, Durham (UK)

Dear World… Yours, Cambridge, King’s College Chapel, Cambridge (UK)
Méta-Territoires, Galerie Fernand Léger, Ivry-sur-Seine (FRA)
Vortex, Galerie Lélia Mordoch, Paris (FRA)
Pixels Wave, National Design Centre, Singapore Night Festival, Singapur
Digital Arabesques, Saisonalles Kulturprogramm Frankreich-Marokko 2015, 4 Installationen in Kollaboration mit 4 französischen Instituten in Marokko: Derb Lâalouj in Essaouira; Dar Benjelloun in Tétouan; Garten des Institut français in Agadir; Dar Batha in Fès (MAR)
- 2014 Digital Paradise, Galerie Puerta Roja, Hongkong

Magic Carpets, „Festival Internazionale di Andria Castel dei Mondi“, Castel del Monte, Andria (ITA)
Autres Natures, Domäne von Chaumont-sur-Loire (FRA)
Tapis Magiques, Tag des Kulturguts, Kathedrale Sacre Cœur, Casablanca (MAR)
Paradis Artificiels, „Musée d'art moderne“, Céret (FRA)
- 2013 El Origen del mundo, Festival Filux, Palacio de Bellas Artes, Mexiko-Stadt (MEX)

Power Pixels, Centre des arts, Enghien-les-Bains (FRA)
Pixels Power, Galerie MiniMasterpiece, Paris (FRA)
Power Pixels, Pile Pont Expo, Saint Gervais les Bains (FRA)
Fractal Flowers, Schloss von Carcassonne (FRA)
Power Pixels, Wood Street Galleries, Pittsburgh, PA (USA)
- 2012 Power Pixels, Festival a-part, Carrières de Lumières, Baux-de-Provence (FRA)

Power Pixels, Entrepôt 9 / Galerie Barnoud, Quetigny (FRA)
La Vague des Pixels, Festival Mai Numérique, Hof des Schlosses von Carcassonne (FRA)
- 2011 Digital Arabesques, Panoramische Straße von Abu Dhabi, mit der Alliance Française von Abu Dhabi (AED)

Power Pixels, Oi Futuro Stiftung, Rio de Janeiro (BRA)
- 2010 De la nature symbolique aux jardins virtuels, Musée Maurice Denis, Saint-Germain-en-Laye (FRA)

Terra Incognita, MIS (Museu da Imagem e do Som de São Paulo/Museum für Bild und Ton), São Paulo (BRA)
- 2009 Pixels Snow, Skipiste von Gettiers, Grand Bornand (FRA)

Fractal Flowers in vitro, Musée de la Chasse et de la Nature, Paris (FRA)
Fractal Flowers, iMAL, Center for Digital Cultures and Technology, Brüssel (BEL)
- 2008 Fractal Flowers, Galerie Suzanne Tarasiève, Paris (FRA)
- 2007 Ultra-Nature, Techfest Mumbai, Mumbai (IND)

Paradis Artificiel, Galerie der „Galeries Lafayette“, Paris (FRA)
- 2006 Arabesques numériques 2006, Ksar Char Bagh Palast, Marrakesch (MAR)
- 2006 Supra-Natura, Festival Luzboa, Lissabon (POR)
- 2005 Sur-Natures in vitro, Galerie des enfants, Centre Georges-Pompidou, Paris (FRA)
- 2004 Ultra-Nature, Galerie der zentralen U-Bahn Station, Astrup Fearnley Museum of Modern Art, Oslo (NOR)
- 2003 La Croisée des Réseaux, nächtlich, Pariser Börse (FRA)
- 2002 Métapolis, Marco, Monterrey (MEX)
- 2000 Périphérie, MAMCO, Genf (CH)
- 1999 Mémoires & Mutations, Zentrum für gegewärtige Kunst La Fabrika, Beirut (LBN)
- 1998 Périphérie, Espace Pierre Cardin, Paris (FRA)
- 1996 Oro negro, Museo de arte Àlvar y Carmen T. de Carrillo Gil, Mexiko-Stadt (MEX)
- 1994 Contre-Nature, Villa Kujoyama, Kyoto (JPN)
- 1992 Performances, Olympische Winterspiele 1992, Albertville (FRA) und Olympische Sommerspiele 1992, Barcelona (SPN)

La rencontre des deux mondes, Casa de Velàzquez, Madrid (SPN)
- 1987 Baroque & Classique, Granit, Centre national des arts plastiques, Belfort (FRA)

### Gruppenausstellungen (Auswahl)
- 2019 Illusion Natur, Digitale Welten, Museum Sinclair-Haus, Bad Homburg v. d. Höhe (D)
- 2019 Cinétisme, Abstraction, Figuration, Galerie Lélia Mordoch, Paris (F)
- 2019 Shadows, Galerie italienne, Paris (F)[24]
- 2018 Art in Motion. 100 Masterpieces With and Through Media, ZKM, Zentrum für Kunst und Medientechnologie, Karlsruhe, (D)
- 2018 Artistes & Robots, Grand Palais, Paris (FRA)[25][26]
- 2018 Al Musica, Philharmonie, Paris (FRA)
- 2018 TEFAF Maastricht, The Mayor Gallery (London), Maastricht (NLD)
- 2018 De Calder à Koons, bijoux d’artistes. La collection idéale de Diane Venet, musée des Arts décoratifs von Paris (FRA)
- 2018 Art Paris Art Fair, avec la Galerie Mordoch (Paris/Miami), Grand Palais, Paris (FRA)
- 2017 Artists & Robots, Contemporary Art Center, Astana (KAZ)[27]
- 2017 Hortus 2.0, Musée Louis Vouland, Avignon (FRA)
- 2017 De Nature en Sculpture, Fondation Villa Datris, L’Isle-sur-la-Sorgue (FRA)
- 2017 Data City, Centre des arts, Enghien-les-Bains (FRA)
- 2017 Gainsbourg still alive, Auktionshaus Cornette de Saint Cyr, Paris (FRA)
- 2016 Scope Miami Beach, Galerie Lélia Mordoch, Miami (USA)
- 2016 Intangible Space - Miguel Chevalier et Laurent Martin “Lo”, Puerta Roja Gallery, Hongkong, (HKG)
- 2016 Les Lumières de la Ville, Galerie Lélia Mordoch, Paris (FRA)
- 2015 2050 - Une brève histoire de l'avenir, Königliche Museen der Schönen Künste Brüssel (BEL)
- 2015 Bonjour la France, Seongnam Arts Center, Seongnam (KOR)
- 2014 Digital Arabesques, Strandpromenade von Al Majaz, Islamic Art Festival, Sharjah (EAU)

Metamorphosis of the Virtual, K11 Art Foundation, Shanghai (CHN)
L'Origine du Monde, Projektion auf die Facade des Grand Palais anlässlich der Art Paris Art Fair, Paris (FRA). mit freundlicher Unterstützung: Louise Alexander Gallery.
- 2013 Le metamorfosi del virtuale, 100 anni di arte e libertà, Officina delle Zattere, Venedig (ITA)
- 2013 Retrospective Auguste Herbin, Musée d'art moderne, Céret (FRA)

Turbulences II, Fondation Boghossian – Villa Empain, Brüssel (BEL)
- 2012 Retrospective Auguste Herbin, Musée départemental Matisse, Le Cateau Cambrésis (FRA)

Mouvement et lumière, Villa Datris, L’Isle-sur-la-Sorgue (FRA)
Turbulences, Espace culturel Louis Vuitton, Paris (FRA)
Picasso to Koons: Artist as Jeweler (cat.), Museo Benaki, Athen (GRC)
- 2011 Festival La Novela, Museo Les Abattoirs, Toulouse (FRA)
- 2010 Manimal, Museum für gegenwärtige Kunst von Herzlia, Herzlia (IL)
- 2009 Inside, art and science, Cordoaria, Lissabon (POR)
- 2009 Dialogue avec les collections #2 - paysage/vidéo, Musée d'art, Toulon (FRA)
- 2008 Emoção Art.ficial 4.0, U-Bahn Station Paraiso, Centro Cultural Itaú, São Paulo (BRA)
- 2007 Ultra-Nature, Glow Festival: forum of light in art and architecture, Eindhoven (NLD)
- 2006 Art and playing, Funsters (cat.), Seoul Arts Center, Seoul (KOR)
- 2005 Digital Paradise (cat.), Daejeon Museum of Art Gallery, Daejeon (KOR)
- 2003 Space Art, Festival Art Outsiders, Maison Européenne de la Photographie, Paris (FRA)
- 2000 Gwangju International Biennale (KOR)
- 1999 Virtuel Réel, Espace Paul Ricard, Paris (FRA)
- 1997 Magie der Zahl, Staatsgalerie, Stuttgart (DEU)
- 1996 La Ville moderne en Europe, Museum of contemporary art, Tokyo (JPN)
- 1996 La Ville, Centre Georges-Pompidou, Paris (FRA)
- 1993 Excess in the techno-mediacratic society, Shoshana Wayne Gallery, Santa Monica, CA (USA)
- 1992 Variaciones en Gris (cat.), Centro Cultural de la Villa, Madrid (SPA)
- 1990 Art & publicité 1890-1990, Centre Georges-Pompidou, Paris (FRA)
- 1988 Ateliers 88, ARC Musée d'art moderne de la Ville, Paris (FRA)
- 1986 Trans-culture, Exit art gallery, New York City, NY (USA)

## Miguel Chevalier in den Museen
- Musée d'art moderne de la Ville, Paris (FRA)
- Bibliothèque nationale, Paris (FRA)
- Fond national d'art contemporain, Puteaux (FRA)
- Musée d'art et d'histoire, Belfort (FRA)
- MAC/VAL, Musée d’Art Contemporain du Val-de-Marne, Vitry-sur-Seine (FRA)
- Fundación arte y tecnologia Telefonica de España, Madrid (ESP)
- Museo de arte Àlvar y Carmen T. de Carrillo Gil, Mexiko-Stadt (MEX)
- Museo de artes visuales Alejandro Otero, Caracas (VEN)
- Museo de bellas artes, Maracaibo (VEN)
- Centre Culturel Itau, São Paulo (BRA)
- Musée de la poste, Paris (FRA)
- Fondation Clément, Martinique (MTQ)

## Öffentliche Aufträge
- 2012 Pixels Crossing, Forum des Halles, Paris (FRA)
- 2011 Pixels Op'Art, Facade eines gebäudes, Colmar (FRA)
- 2010 Seconde Nature, place d'Arvieux, Marseilles (FRA). In Zusammenarbeit mit dem Designer Charles Bové.
- 2008 Fractal Flowers, Bänke auf dem Fluss Cheonggyecheon, Seoul (COR)
- 2007 Pixels Crossing, Trousseau Krankenhaus, Paris (FRA). In Zusammenarbeit mit dem Architekturbüro Grimaud & Israël.
- Ribbon of Life, Kreuzfahrtschiff der Royal Caribbean Cruise Line, Liberty of the Seas (USA). In Zusammenarbeit mit dem Designer Arik Levy.
- 2006 UNICEF Mosaic, UNICEF, New York City (USA)
- 2000 Living Networks, Palais des Congrès, Paris (FRA). In Zusammenarbeit mit dem Architekten Christian de Portzamparc.
- 1992 Massivement parallèle, Finanzamt, Marseilles (FRA). In Zusammenarbeit mit dem Architekten Claude Vasconi.

## Bibliographie
- Serge Fauchereau: Power Pixels. Centre des arts, Enghien les Bains 2013, ISBN 978-2-916639-32-1.
- Serge Fauchereau, Vincent Huguet: Pixels Power 2008>2011. Aeroplano editora, Rio de Janeiro 2011, ISBN 978-85-7820-065-7.
- Christine Buch-Glucksmann: Seconde Nature/Marseille 2010, Miguel Chevalier et Charles Bové. a.p.r.e.s. éditions, Paris 2011, ISBN 978-2-9528897-5-9.
- Miguel Matos: Pixels Power. Antonio Prates, Lisboa 2010.
- Suzete Venturelli: Segunda Natureza. Espaço Marcantônio Vilaça, Brasilia 2009.
- Jean-Pierre Balpe, Miguel Chevalier: Herbarius 2059 - 12 graines. Bernard Esposito (Librairie de Sèvres), Serge Plantureux (Rhinoceros jr), Paris 2009, ISBN 978-2-84940-059-3.
- Cemren Altan, Pierre Yves Desaive: Fractal Flowers 2009. iMAL, Brüssel 2009.
- Mario Costa, Edmond Couchot, Gunnar B. Kvaran, Ariella Masboungi und Mohamed Rachdi: Miguel Chevalier, 2000/2008. Monografik, Blos 2008, ISBN 978-2-916545-76-9.
- Henri-François Debailleux: Seconde nature. Mairie de Trelazé, Trelazé 2007.
- Manuela de Barros: Arabesques Numériques. Institut français de Marrakech, Marrakech 2005.
- Françoise Gaillard: Paradis artificiels. Galerie Municipale de Vitry sur Seine, Vitry sur Seine 2004.
- Norbert Hilaire: Autres Natures. Centre d’Art Moderne Espace Mira Phalaina, Maison Populaire, Montreuil 2001.
- Laurence Bertrand-Dorléac, Patrick Imbaro, Pierre Restany: Miguel Chevalier. Flammarion, Paris 2000.
- Christine Buci-Glucksman: Miguel Chevalier. interaktive CD-Rom, Paris 2000.
- Gerardo Estrada, Jorge Juanes, Elias Levin Rojo: Miguel Chevalier: Oro negro. Museo de arte Alvar y Carmen T. de Carrillo Gil, Mexiko-Stadt 1996.
- Jorge Morales: Otra Natura. Centro Nacional de las artes - Centro multimedia, Mexiko-Stadt 1996.
- Losé Hernan Aguilar: Miguel Chevalier. Oro negro. Museo de arte universidad nacional de Colombia, Bogotà 1994.
- Jorge Luis Gutierrez: Oro Negro. Museo de artes visuales Alejandro Otero, Caracas 1993.
- Rosanna Albertini: De l'analogique au numérique. Musée d'art et d'histoire, Belfort 1992.
- Miguel Chevalier: Marine. Ecole régionale des beaux-arts, Nantes 1991.
- Eric Audinet, Ginger Danto: Œnologie. Horizons chimériques Paris 1991.
- Patrick Imbaro, Alain Renaud: Miguel Chevalier. Interconnexion. Centre d'art contemporain La Base, Levallois-Perret 1990.
- Vittorio Fagone: Antropometrie. Galleria Vivita 2, Firenze 1990.
- Miguel Chevalier: Mosaïques. Centre d'art contemporain, Brétigny-sur-Orge 1989.
- Laurence Bertrand Dorléac, Pierre Restant: Révolution. De la peinture au numérique. Centre d'art contemporain, Hérouville St-Clair 1989.
- Jérôme: „Miguel Chevalier“. Images nouvelles, Granit Centre d'art contemporain, Belfort 1987.